# Puginier
Puginier é uma comuna francesa na região administrativa de Occitânia, no departamento de Aude. Estende-se por uma área de 6,78 km². Em 2010 a comuna tinha 151 habitantes (densidade: 22,3 hab./km²).